# Yves Dreyfus
Yves Dreyfus (Clermont-Ferrand, 17 maggio 1931 – Ceyrat, 16 dicembre 2021) è stato uno schermidore francese, vincitore di due medaglie di bronzo nella scherma ai giochi olimpici.